# Suuri-Kortteinen
Suuri-Kortteinen är en sjö i kommunen Kaavi i landskapet Norra Savolax i Finland. Sjön ligger 101,7 meter över havet. Den är 6,43 meter djup. Arean är 95 hektar och strandlinjen är 7,47 kilometer lång. Sjön  ingår i Vuoksens huvudavrinningsområde.   Den ligger omkring 53 kilometer öster om Kuopio och omkring 370 kilometer nordöst om Helsingfors. 
I sjön finns öarna Honkasaari och Karjusensaari. Suuri-Kortteinen ligger sydöst om sjön Vihtajärvi. 
Suuri-Kortteinen är vid älven Vaikkojoki.